# Mingyue (Pengxi)
Mingyue (明月镇,  Míngyuè Zhèn) ist eine Großgemeinde im Südwesten der Volksrepublik China. Sie gehört zum Verwaltungsgebiet des Kreises Pengxi, der seinerseits der bezirksfreien Stadt Suining in der Provinz Sichuan unterstellt ist. Die Großgemeinde hat eine Fläche von 56,3 Quadratkilometer, 25.600 Einwohner (2017) und liegt im Norden des Kreises, etwa 13 km westlich des Zentrums von Pengxi.
Der Kernsiedlung erstreckt sich auf 62 ha, eine Erweiterung auf 167 ha ist in Planung; 2017 wohnten 3100 Menschen in der Kernsiedlung.
Die landwirtschaftliche Nutzfläche beträgt 20 Quadratkilometer. Bei zwei Ernten im Jahr wurde 2016 ein Ertrag von 11.000 Tonnen Getreide erzielt, im  gleichen Jahr gab es in der Großgemeinde 300 Rinder und 15.000 Hühner; auf 13 ha Fläche wurde Fischzucht betrieben. Es gibt Entwicklungsprogramme zum Aufbau von jeweils 40 ha Walnuss- und Orangenplantagen, sowie zur Zucht von 15.000 Enten.
In der Großgemeinde liegt der Gaodongni-Tempel (高洞尼众禅院, Gāo dòng ní zhòng chányuàn) aus der Zeit der Tang-Dynastie. Die Anlage hat eine Verehrungshalle, Ausbildungsräume, einen Glocken- und einen Trommelturm und erstreckt sich über 20.000 Quadratmeter.

## Administrative Gliederung
Die Großgemeinde ist in 21 Verwaltungsdörfer und zwei Nachbarschaftskomitees unterteilt. Die Dörfer sind:
- Huaqiao (花桥村)
- Guangba (广坝村)
- Jiukuaitian (九块田村)
- Yu’an (宇安村)
- Yushan (宇山村)
- Aohuajing (熬花井村)
- Damaoping (大茅坪村)
- Qingshi (青狮村)
- Baiyun (白云村)
- Jintangwan (金堂湾村)
- Shenguang (深广村)
- Gaodong (高洞村)
- Longgongbei (龙拱背村)
- Huoshi (火石村)
- Shuimenguan (水门关村)
- Bishanmiao (碧山庙村)
- Hejiaba (何家坝村)
- Angou (安沟村)
- Zhongheju (中河咀村)
- Baimiao (白庙村)
- Xuetian (学田村)